# Espíritu combativo
Espíritu combativo es el álbum debut de la banda argentina de thrash metal Malón, publicado en 1995 por EMI. 
El disco cuenta con grandes éxitos como "Síntoma de la infección", "Malón mestizo", "Castigador por herencia" y "Gatillo fácil". En el año 2019 la banda lanza una reedición del disco en donde se agregaron dos versiones como bonus tracks, titulados "Los Ojos del Niño" (Junior's Eyes) y "Nunca Digas Morir" (Never Say Die), ambas canciones hechas por Black Sabbath del disco Never Say Die!. 

## Detalles
«Castigador por Herencia» tuvo un video muy difundido por el programa Headbangers Ball de MTV Latinoamérica, gracias al cual el grupo se hizo conocido en México, a donde fue de gira en 1996.
«La fábula de la avestruz y el jabalí» hace referencia, sin mencionarlos, a Ricardo Iorio y a su exmánager Marcelo Caputo, con quienes estaban juntos en Hermética.
«Mendigos» hace referencia a la situación de los jubilados desde siempre en Argentina.
«Gatillo fácil» es la forma en que se llama en la Argentina a los abusos policiales con armas de fuego.
El disco fue producido por Álvaro Villagra quien a su vez produjo Mundo Guanaco de Ricardo Iorio y Almafuerte.

## Lista de canciones
Todas las canciones por Claudio O'Connor, Claudio Strunz, Antonio Romano y Karlos Cuadrado

| N.º | Título                            | Duración |  |
| 1.  | «Malón mestizo»                   | 3:33     |  |
| 2.  | «Culto siniestro»                 | 3:25     |  |
| 3.  | «Síntoma de la infección»         | 4:13     |  |
| 4.  | «Castigador por herencia»         | 3:38     |  |
| 5.  | «Cancha de lodo»                  | 5:01     |  |
| 6.  | «Espíritu combativo»              | 3:46     |  |
| 7.  | «Ciegos del mundo»                | 3:22     |  |
| 8.  | «Gatillo fácil»                   | 2:56     |  |
| 9.  | «Mendigos»                        | 3:58     |  |
| 10. | «Fábula del avestruz y el jabalí» | 4:05     |  |
| 11. | «Los Ojos del Niño *»             | 5:26     |  |
| 12. | «Nunca Digas Morir *»             | 3:51     |  |

* Bonus tracks incluidos en la reedición lanzada en 2019.

## Créditos
Malón
- Claudio O'Connor - Voz / Letras
- Antonio Romano - Guitarra eléctrica
- Karlos Cuadrado - Bajo eléctrico
- Claudio Strunz - Batería / Letras

Producción
- Álvaro Villagra - ingeniero de sonido
- David Santos - masterización
- Marcelo Belén - asistente
- Leandro Maciel - asistente
- Sebastián Lipszic - asistente
- José Perera - arte de tapa
- Andrés Violante - arte y fotografía
- Eduardo Christiani - mánager

- Datos: Q5840448